# Grundzüge der Mengenlehre
Grundzüge der Mengenlehre は、フェリックス・ハウスドルフによってドイツ語で著された集合論および位相空間論の教科書である。和訳されておらず日本語での書名の定訳は無いが、『集合論の基礎』や『集合論綱要』などの名称で言及される。
ハウスドルフの代表的な著作とされ、1914年に初版、1927年に第2版、1935年に第3版が刊行されたが、第2版では内容が全面的に改訂された上に書名も Mengenlehre と変更されており、第2版以降は実質的に別の著作であるとされることもある。第3版は1957年に Set Theory の題で英語に翻訳された。初版では集合論における既知の結果の体系的な取り扱いに加え、当時まだ集合論の一部分であると考えられていた位相空間論（第7–9章）や測度論（第10章）に関する内容を含んでおり、例えば、近傍系の公理による位相の公理化はこの本で初めて提示されたものであり、位相空間の語の初出もこの本であるとされる。このような集合論に基づく公理的な方法の提示は、後のブルバキ的な20世紀の現代数学への移行に大きな影響を与えたとされる。また、第2版は記述集合論における最初のモノグラフとしての一面も持つ。